# 蒙哥攻宋之战
蒙哥攻宋之战，1253年（宋理宗宝祐元年、元宪宗蒙哥三年）至1259年（宋理宗开庆元年、元宪宗九年），宋蒙战争中，蒙哥统军攻打南宋的作战。
1251年，蒙哥继承大汗之位后，首先平定了元定宗海迷失后及元太宗皇孙失烈门的反叛，巩固了统治地位。蒙哥进行攻宋的准备，在边境建立屯驻基地：
- 四川方向，蒙古军于沔州（今陕西省略阳县）、利州（今四川省广元市）筑城在白龙江一线发展屯田
- 荆州方向，设置河南经略司，在唐州（今河南省唐河县）、邓州（今河南省邓州市）、嵩州（今河南省嵩县）、汝州（今河南省汝阳县）等州屯田，驻军唐州、邓州，修复枣阳（今湖北省枣阳市）、光化（今湖北省老河口市西北）、均州（今湖北省丹江口市西）等城
- 两淮方向，于蔡州（今河南省汝南县）、息州（今河南省息县），亳州（今安徽省亳州市）、颍州（今安徽省阜阳市）等州屯田，驻军于亳州、颍州等州

宋朝在窝阔台时期蒙古军作战，深知蒙古骑兵善突击野战的特点，形成守长江上游以固其下游，守汉、淮以遮蔽长江的防御方针：
- 四川，宋将余玠采取守点控面的防御方式，先后建立了以重庆为中心，以钓鱼城（今合川区东的钓鱼山上）为支柱，以长江为依托，以岷江、嘉陵江、涪江、渠江旁新建的山城为骨干的纵深梯次防御
- 荆湖，宋安抚制置大使孟珙招兵置军，加强江陵、樊城、鄂州（今湖北省武汉市武昌区）的守备，大兴屯田，为阻蒙古军过夔门沿江东进，实行三层防御
- 江淮，宋在军事重镇和要点加筑城寨，增兵守备，并于城寨百里以内，三里一沟、五里一渠，以遏制蒙古骑兵长驱奔袭。同时还造轻捷战船，以水、步混编组成游击军，屯在长江中，随时援救

蒙古缺少水军，难越长江天险，于是采取战略大迂回，从翼侧及侧后攻宋。1252年七月，蒙哥命其弟忽必烈率军征大理国（今云南省）。1253年九月，忽必烈率军至忒剌（今甘肃省迭部县达拉沟）分兵三路南进，兀良合台率领西路军，沿晏当路（今四川省阿坝草原）经吐蕃境进入云南。宗王抄合、也只烈率东路军经茂州（今四川省茂县）抵达会川（今四川省会理县西）以作牵制。忽必烈率中路军，经满陀城（今四川省汉源县北）渡过大渡河、取古清溪道南下，穿行二千里山谷，于十一月进至金沙江。十二月初，东、中路军先后渡过金沙江，与西路军会师于龙首关，合力攻击，全歼大理军主力，于十二月十五日，占领大理城。1254年春，忽必烈留兀良合台继续作战，自率部返回。秋，兀良合台军攻占善阐（今昆明市），俘大理国王段兴智。1255年，在段兴智的协助下，征降未归附诸部，占领大理全境。
1256年春，兀良合台带领段兴智向蒙哥汗献大理图。六月，蒙哥汗于对南宋的侧后包围已经完成，以宋朝囚禁使者为名，决定由两翼攻宋。右翼，命兀良合台自云南，帖哥火鲁赤、带答儿自利州、兴元（今陕西省汉中市）南北夹攻四川。左翼，命宗王塔察儿、驸马帖里垓攻宋两淮。右翼北路军帖哥火鲁赤、带答儿沿嘉陵江、渠江南下，于十一月进抵重庆附近地区。右翼南路兀良合台率军于九月击乌蒙（今云南省昭通市），抵达石门（今四川省高县西北）。十月，破秃剌蛮族三寨，于马湖江败宋军，得船二百艘，改道东进。循大江南岸，水陆并进，至重庆府转向北进，十二月达合州（今重庆市合川区）附近，与帖哥火鲁赤、带答儿部军会师。1257年正月，三路大军先后原路返回。左翼塔察儿率军至东平，军纪不严，掠民猪羊，被蒙哥遣使问罪，攻宋未有成效。
1257年春，蒙哥汗为消耗南宋军力，再次命宗王、众将出师攻宋。右翼，命都元帅纽璘攻掠东川；命万户刘黑马、夹谷龙古带攻西川。左翼，命塔察儿攻荆州襄阳。右翼纽璘率军自利州经大获山（今四川省阆中市东北），出梁山军（今四川省梁平县），直抵夔门（今重庆市奉节县瞿塘峡），刘黑马、夹谷龙古带一举攻占成都。
1258年春，宋四川制置使蒲择之率军围攻成都。纽璘还军至合州，向成都赴援，在箭滩渡（今四川省遂宁市东涪江渡口），击败宋军阻击，长驱入成都。后在蒙古援军配合下，击败围攻成都的宋军，攻占成都府治所云顶城（今四川省金堂县南），西川州县相继降蒙。左翼，塔察儿率十万骑攻襄阳、樊城，围攻樊城七日不克，率军返回。
二月，蒙哥为建立超过父祖的功业，决定亲率大军攻宋。命兀良合台率军自大理经广西北上策应，忽必烈率军南攻鄂州，自率主力攻四川，企图东出夔门，浮江而下，待三路会师鄂州后，合兵攻南宋首都临安（今杭州市）。七月，蒙哥率军四万，由陇州（今陕西省陇县）经大散关（今宝鸡市西南）南进。十月初八，至利州。擢利州守将巩昌便宜总帅汪德臣为征蜀前锋将，率军南进。二十四日，克苦竹隘（今四川省剑门县北小山顶），守将杨立战死。十一月初八，克长宁山鹅顶堡（苦竹西），守将王佐战死。十一月十一日，攻大获城（今四川省阆中市东北大获山上），宋将杨大渊请降，十二月初十，蒙哥至运山城（今四川省蓬安县东南），守将张大悦降。蒙古军至青居城（今四川省南充市），裨将刘渊杀都统段元鉴以城降，大良城（今四川省广安市东）等地也降蒙古。蒙哥征服四川西北大部州县后，率军进至武胜山（今四川省武胜县城附近），准备攻钓鱼城。
1258年正月初一，蒙哥在武胜山庆贺新年，与诸将议进退，述速忽里建议于重庆、钓鱼城之间，选精兵五万，命宿将来守，来牵制宋朝援军。然后避开钓鱼坚城，迂回夔州、万州（今重庆市万州区）等到冬天水干涸时，出三峡入两湖，至鄂州与忽必烈、兀良合台会师，一举可定东南。蒙哥未纳其策，派宗王末哥，攻礼义山城（今四川省渠江县东北，俗名三教寺），曳剌秃鲁雄攻平良山城（今四川省巴中市西），命降将杨大渊袭击合川旧城。纽璘自成都至涪州西蔺（今重庆市涪陵区西）架桥，阻挡宋军来救援。二月，蒙哥率军进至石子山（钓鱼城东），开始攻打钓鱼城。历五个月未克。蒙古军疫病流行，士气大减。七月，蒙哥亲临现场指挥攻城时，身中飞石，卒于军中，攻蜀的蒙古军于是撤退北归。八月，忽必烈率军过淮河，攻破大胜关（今河南省罗山县南），南宋守兵多逃走。忽必烈率军直抵江北岸。九月初一，忽必烈在得知蒙哥死讯，仍率军南攻，破宋军十万人的阻截，渡过长江。九月初九，围攻鄂州。由于守城军民决抵抗，南宋援军至，蒙古军攻两月未下，十一月初二，忽必烈得妻察必密信，欲北归争汗位。宋军统帅贾似道，不但不乘机击败蒙古军，反而以割江为界，每年奉银、绢各二十万两匹为条件，向忽必烈请降。忽必烈未置可否，即率军北归。时自大理北进的兀良合台军正围攻潭州（今长沙市），忽必烈派铁迈赤率精兵千人，铁骑三千，接应兀良合台军。1260年正月，兀良合台率军于黄州渡浮桥北还。贾似道命夏贵以舟师击其后队七百人（一说一百七十人），谎报大捷，蒙哥攻宋至此休战。